# Hermes de Narbona
Hermes (em francês: Herme; m. depois de 462) foi um bispo de Narbona de ca. 461 até 462. Suas origens são desconhecidas. Sua primeira menção ocorre em 445 num cartucho do bispo Rústico de Narbona sobre a finalização da Catedral de Narbona. Em meados do século V, quando era arquidiácono, foi enviado para Roma com uma carta para o papa Leão I, o Grande (r. 440–461).
Em 461, foi nomeado bispo de Beterras e no mesmo ano, com a morte de Rústico de Narbona, tornar-se-ia bispo desta metrópole. Sua nomeação, no entanto, foi contestada após a conquista visigótica e em 462 um concílio foi conveniado em Roma pelo papa Hilário (r. 461–468) no qual decidiu-se que ele reteria a diocese, mas perderia o estatuto de metropolita.

## Vida

### Primeiros anos

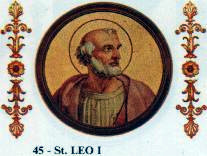
r.

A origem e primeiros anos de Hermes são desconhecidos. As primeiras informações sobre ele são oriundas dum cartucho datado de 29 de novembro de 445. Este cartucho pertence ao bispado de Rústico e nele há um anuncio da conclusão da Catedral de Narbona. Além deste documento, Hermes é mencionado como diácono pelo bispo Rústico de Marselha e por Vênus de Narbona e vários outros prelados.
Em 452 ou 458, o bispo Rústico enviou Hermes para Roma, que à época já havia sido elevado à posição de arquidiácono, como uma carta para o papa Leão I, o Grande (r. 440–461). O bispo de Narbona perguntou ao papa se deveria ou não condenar sacerdotes que cometessem transgressões aos Dez Mandamentos, se a causa da ofensa fosse o desejo de punir o violador das ordens divinas. Em sua resposta, Leão I disse que a violação dos mandamentos pelos sacerdotes devia ser condenada, mas à luz das circunstâncias deste caso é melhor restringi-los em detrimento da penalidade exigida.
Segundo a tradição da Igreja, no ano de 461 a diocese de Beterras ficou vaga. Rústico, utilizando-se de seus direitos, nomeou Hermes como novo metropolita de Beterras. Contudo, o clero e povo locais, por razões desconhecidas, recusaram-se a aceitá-lo como bispo, e Hermes, que foi forçado a fugir da perseguição de seus inimigos, partiu da diocese e retornou para Narbona.

### Chefe da Diocese de Narbona

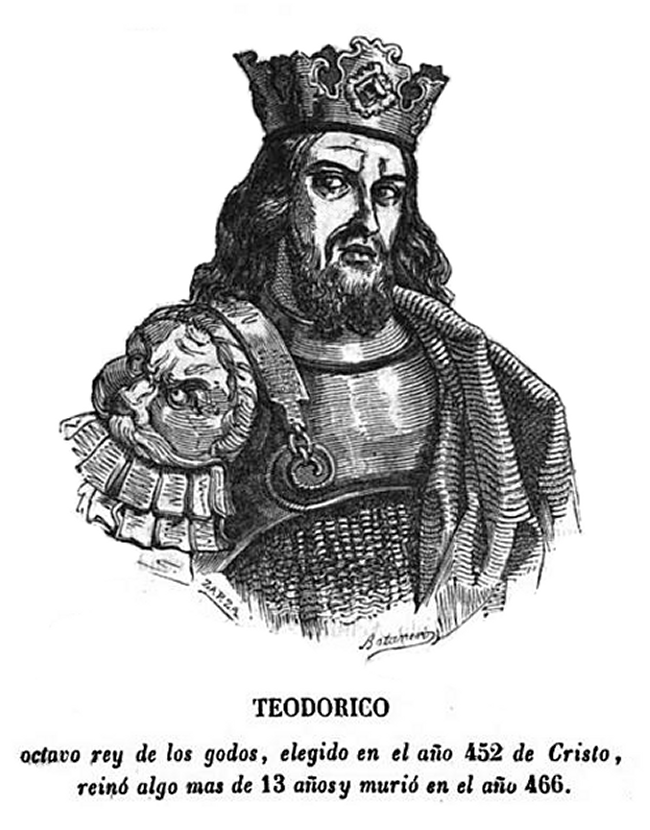
Rei r.

Nesse meio tempo, Rústico estava numa idade muito avançada. Sentindo e eminente aproximação da morte, desejou realizar a eleição de seu sucessor para o trono episcopal, alguém que poderia adequadamente administrar a metrópole. Sua escolha recaiu sobre Hermes. Apesar disso, os cânones da Igreja proibiam que bispos fossem transferidos duma diocese para outra e Rústico enviou uma carta para Leão I na qual procurou a permissão papal para a eleição. Apesar das boas relações de Rústico com Leão I, o papa não aceitou tal violação dos cânones, bem como informou qual bispo seria eleito. Sua carta, contudo, chegou em Narbona após o falecimento de Rústico, em 26 de outubro de 461, e Hermes foi ordenado bispo em 19 de novembro.
Em 462, Frederico, irmão do rei visigótico Teodorico II (r. 453–466), tomou Narbona. Os visigodos eram arianos e logo que tornaram-se governantes da cidade entraram em conflito com o bispo local. Entre os narbonenses houve aqueles que estavam descontentes com a eleição de Hermes: eles questionaram Frederico sobre a validade da eleição de Hermes e este escreveu uma carta sobre tais questões ao papa Hilário (r. 461–468). Em resposta, em 3 de novembro, o pontífice enviou uma carta furiosa para primado do sul da Gália, o arcebispo Leôncio de Arles, no qual exigiu que privasse Hermes de sua diocese.

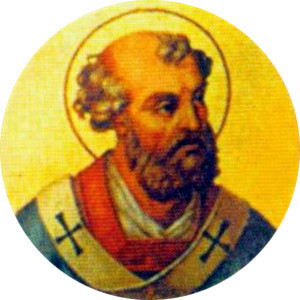
Papa Hilário r.

Por ordem do papa, um concílio foi realizado em Roma em 19 de novembro no qual considerou-se a canonicidade da eleição de Hermes. Embora inicialmente Hilário tenha se oposto a Hermes, uma petição por ordem de dois bispos gauleses, Fausto de Riez, amansou a ira do papa. Os bispos gauleses contaram a Hilário que Hermes era conhecida por toda a província por sua grande piedade, que ele foi incapaz de tomar posse em Beterras, e que sua eleição foi aprovada pelo clero e povo de Narbona. Como resultado do concílio, foi decidido que Hermes permaneceria como bispo, pois nas atuais circunstâncias, quando a eleição foi impossível de ocorrer precisamente segundo as leis da Igreja. Outrossim, por insistência do papa, os participantes do concílio também decidiram que Hermes perderia o posto de metropolita, que foi dado ao bispo de Ucécia Constâncio.
Como resultado do concílio, Hilário emitiu uma encíclica em 3 de dezembro de 462 direcionada aos bispos das províncias de Lugdunense, Narbonense e Alpes Peninos. Nela o papa falou aprovativamente sobre a piedade de Hermes, mas condenou sua eleição, apontando a inconsistência perante os cânones. Também relatou que após a morte de Hermes, seu sucessor readquiriria seu direito como metropolita. Segundo os documentos da segunda metade do século V, as arquidioceses sufragâneas da Gália Narbonense eram Tolosa, Nemauso, Luteva, Beterras e Ucécia.
Se assume que a piedade excepcional de Hermes é mencionada em um dos poemas de Sidônio Apolinário, que visitou Narbona entre 462 e 466. A data de sua morte é desconhecida. O próximo chefe da arquidiocese foi Caprarpo, mencionado apenas em 506.